# وسد
وسد (به انگلیسی: Vasad) یک سکونتگاه مسکونی در هند است که در گجرات واقع شده‌است.

## خصوصیات
وسد ۱۵٬۰۰۰ نفر جمعیت دارد و ۱۸٫۸۹ متر بالاتر از سطح دریا واقع شده‌است.